# Ляхи сондецкие

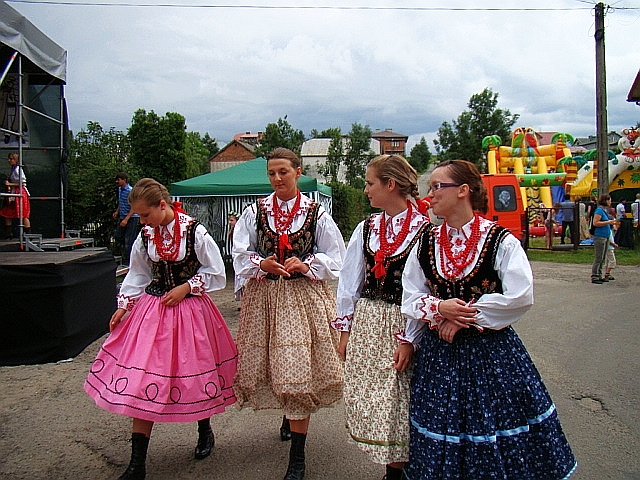
Ляхи Новы-Сонча в традиционных народных костюмах, Буковско, 2010 г.

Ляхи сондецкие (Подегродские, пол. Lachy Sądeckie) — этнографическая группа поляков, проживающая в Сончском крае, разговаривающая на сончском диалекте.

## Название
Название Ляхи широко распространено в польском Подкарпатье и Малой Польше для описания ряда этнографических групп, промежуточных между гуралями (горцами) и жителями равнинных территорий, а его происхождение, по мнению многих, происходит от восточнославянского термина, обозначающего поляков, который в свою очередь, вероятно, происходит из племени лендзян Самой западной этнографической группой, говорившей на восточнославянских диалектах, были лемки, соседи ляхов сондецких.

## Местожительство

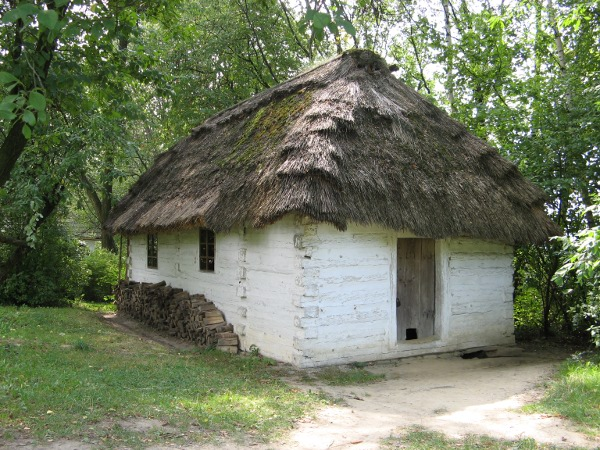
Дом богадельни Лахува-Сондецкого в Сондецком этнографическом парке.

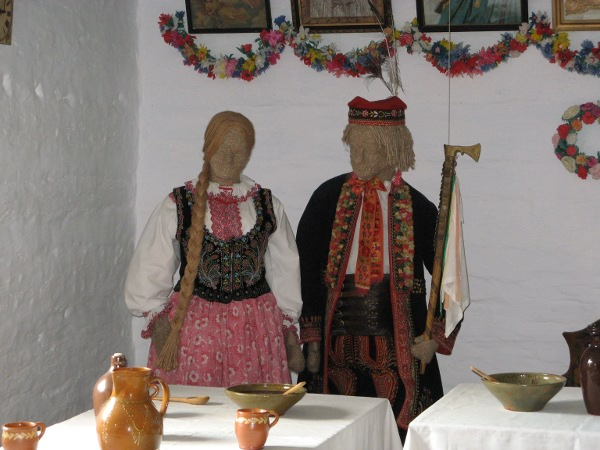
Народные костюмы ляхов сондецких (Сондецкий этнографический парк)

В районе левого берега Дунайской котловины, от гмины Подегродзе до хребта Яворжа и охватывающего центр Сондецкой долины. С востока они соседствуют с погорянами, которых в этнографической литературе также называли глухонемцами.
В настоящее время характерные элементы костюма и ритуальной культуры ляхов сондецких можно встретить в основном в окрестностях Подегродзе в Новосонченском повяте и Пшишовой в Лимановском повяте, а также в восточной части бассейна реки Дунаец в деревнях Мысткув и Пёнткова. Ляховскую культуру переняли деревни на Ляхувско-Погужском пограничье — Мшалница, Пташкова.

## Музеи
Материальная культура ляхов сондецких представлена в Музее ляхов сондецких в Подегродзе и в Сондецком этнографическом парке в Новы-Сонче.